# Andy Bowen
Andy Bowen (Nova Orleans, 3 de maio de 1867 – 15 de dezembro de 1894) foi um promissor pugilista americano, que teve sua carreira abreviada em virtude de seu falecimento no dia seguinte a um combate contra Kid Kavigne.

## Biografia
Após inciar sua carreira no boxe em 1887, Bowen manteve-se invicto por 15 lutas, tendo conseguido 13 vitórias e 2 empates. Bowen sofreu sua primeira derrota em 1890, quando perdeu nos pontos para Charley Johnson, em um combate que durou 43 assaltos.
Incrivelmente perseverante dentro dos ringues, em 1893, Bowen participou da luta mais longa já registrada em toda a história do boxe, em um combate no qual ele enfrentou Texas Jack Burke. Essa luta entre Bowen e Burke durou 7 horas e 19 minutos, ao longo de espantosos 110 assaltos. Interrompida pelo árbitro, essa luta não teve um resultado oficial.
Em sua luta seguinte, pouco mais de um mês após essa sua impressionante batalha de 110 rounds contra Burke, Bowen envolveu-se em uma outra maratona dentro dos ringues, quando duelou contra Jack Everhardt por 5 horas e 35 minutos, ao longo de 85 assaltos. Bowen foi o vencedor desse combate, quando o extenuado Everhardt optou por desistir seguir lutando.
Após essas duas lutas épicas, Bowen somente voltou a lutar um ano mais tarde, em maio de 1894, meses antes de seu fatídico encontro com Kid Lavigne. A luta entre Lavigne e Bowen foi realizada em Nova Orleans, cidade natal de Bowen, em dezembro de 1894.
Nocauteado por Lavigne, no 18º assalto da luta, Bowen bateu com a cabeça na dura lona de madeira. Não resistindo aos ferimentos, já na manhã do dia seguinte Bowen veio a falecer. Bowen tinha 27 anos.